# Elvis Antoine
Elvis Antoine (ur. 17 kwietnia 1965) – maurytyjski piłkarz grający na pozycji środkowego obrońcy. W swojej karierze rozegrał 27 meczów i strzelił 1 gola w reprezentacji Mauritiusa.

## Kariera klubowa
Swoją karierę piłkarską Antoine rozpoczął w klubie Fire Brigade SC. W sezonie 1983/1984 zadebiutował w jego barwach w pierwszej lidze maurytyjskiej. Grał w nim przez cztery sezony. W sezonach 1983/1984 i 1984/1985 wywalczył dwa mistrzostwa Mauritiusa, a w sezonie 1985/1986 zdobył Puchar Mauritiusa. W 1987 przeszedł do Sunrise Flacq United SC. Grał w nim końca swojej kariery, czyli do 1997 roku. Wywalczył z nim siedem tytułów mistrza Mauritiusa w sezonach 1988/1989, 1989/1990, 1990/1991, 1991/1992, 1994/1995, 1995/1996 oraz 1996/1997 i zdobył trzy krajowe puchary w latach 1992, 1993 i 1996.

## Kariera reprezentacyjna
W reprezentacji Mauritiusa Antoine zadebiutował 25 sierpnia 1985 roku w wygranym 3:1 meczu Igrzysk Wysp Oceanu Indyjskiego 1985 z Seszelami. Od 1985 do 1997 wystąpił w kadrze narodowej 27 razy i strzelił 1 gola.